# Carl Pei
Pour les articles homonymes, voir Pei.
Carl Pei, né le 11 septembre 1989 à Pékin (Chine) est un entrepreneur suédo-chinois. Il co-fonde avec Pete Lau l'entreprise d'électronique grand public OnePlus en 2013, puis l'entreprise Nothing en 2020.

## Jeunesse
Carl Pei naît à Pékin en Chine le 11 septembre 1989. Sa famille déménage aux États-Unis, puis en Suède où il passe la majorité de son enfance et ses études,.

## Carrière

### Débuts chez Nokia et Oppo
Après ses études à Stockholm, il travaille pendant trois mois pour la société Nokia. Il rejoint ensuite le fabricant chinois Meizu. En 2011, il rejoint Oppo et devient rapidement responsable du marketing au niveau international. Par ce biais, il rencontre alors Pete Lau, alors vice-président de la société.

### Ère OnePlus
En 2013, il co-fonde avec Pete Lau la société OnePlus. En 2016, à l'âge de 26 ans, il apparaît dans la liste Forbes 30 Under 30 pour ses travaux chez OnePlus Leur premier appareil, le OnePlus One, a été un succès retentissant, vendant près d'un million d'unités en 2014 malgré un objectif initial de 50 000 unités. Pei a continué à superviser la conception et le marketing des appareils OnePlus, contribuant à la croissance rapide de la marque. Il quitte OnePlus en octobre 2020.

### Ère Nothing
En octobre 2020, Pei quitte l'entreprise OnePlus afin de créer la nouvelle entreprise Nothing. La société est basée à Londres et a attiré l'attention pour ses approches innovantes en matière de technologie grand public.